# Hoorn Kersenboogerd vasútállomás
Hoorn Kersenboogerd vasútállomás vasútállomás Hollandiában, Hoorn községben,  településen.

## Vasútvonalak
Az állomást az alábbi vasútvonalak érintik:
- Zaandam–Enkhuizen-vasútvonal

## Kapcsolódó állomások
A vasútállomáshoz az alábbi állomások vannak a legközelebb:
- Hoogkarspel vasútállomás (Enkhuizen vasútállomás, Zaandam–Enkhuizen-vasútvonal)
- Hoorn vasútállomás (Zaandam vasútállomás, Zaandam–Enkhuizen-vasútvonal)